# Läby
Läby – miejscowość (tätort) w Szwecji, w regionie administracyjnym (län) Uppsala (gmina Uppsala).
Miejscowość jest położona w prowincji historycznej (landskap) Uppland, ok. 25 km na północ od Uppsali. Na wschód od miejscowości przebiega trasa E4.
W 2010 roku Läby liczyło 220 mieszkańców.